# Fața Cremenii, Mehedinți
Fața Cremenii este un sat în comuna Tâmna din județul Mehedinți, Oltenia, România.